# Aviation Bowl
L'Aviation Bowl était un match d'après saison régulière de football américain de niveau universitaire. Il n'y eut qu'une seule édition soit celle s'étant déroulée le 9 décembre 1961 au Welcome Stadium de Dayton dans l'Ohio.
Le bowl doit son nom aux frères Wright qui sont nés à Dayton ainsi qu'au musée de l'Air Force situé également à Dayton.
Les universités de New Mexico et de Western Michigan se rencontreront devant un faible parterre de 3,694 spectateurs. Il faisait particulièrement froid et triste ce jour-là sur Dayton, il y avait de la neige et du blizzard.
Même si la NCAA avait donné son accord pour une seconde édition, le bowl ne sera jamais rejoué à cause de l'échec financier du match initial.
IL n'y aura plus de bowl organisé à New Mexico avant 2007 (voir New Mexico Bowl).

## Palmarès
| Date            | Vainqueur  | Vainqueur | Perdant          | Perdant |
| --------------- | ---------- | --------- | ---------------- | ------- |
| 9 décembre 1961 | New Mexico | 28        | Western Michigan | 12      |

## Meilleur joueur (MVP)
| Date            | Joueur offensif | Joueur offensif | Joueur offensif | Joueur défensif | Joueur défensif | Joueur défensif |
| Date            | Joueur          | Équipe          | Poste           | Joueur          | Équipe          | Poste           |
| --------------- | --------------- | --------------- | --------------- | --------------- | --------------- | --------------- |
| 9 décembre 1961 | Bobby Santiago  | New Mexico      | RB              | Chuck Cummings  | New Mexico      | G               |

## L'équipe des Lobos de New Mexico 1961
New Mexico faisait partie à cette époque de la Conférence Skyline. Leur bilan de saison régulière était de 7 victoires pour 4 défaites. Ils finissent troisième de leur conférence.
Les joueurs :
- Quarterback : Jim Cromartie, Dick Fitzsimmons, Bob Chavez, Jay McNitt
- Halfback : Jim Ottman, George Kennedy, Bobby Santiago, Howard Hancock, Bob Jensen, Herb Bradford, Dick Klein, Bobby Morgan, Jim Whitfield,  George Carmignani,
- Fullback : Gary Ness, Blake Benham, Paul Duke, Dave Turner
- Center : Eddie Stokes, Gene Scott, Bruce Lovett, Chuck Clausen, Tucker Taggart,
- End : Ernie Cloud, Glen Gares, Larry Jasper, Walter Ebia, John Pierson, George Heard, Ed Meadows, Larry Pickett, Bill Hayes
- Guard : Joe Vivian, Joe Wolcott, Chuck Cummings, Dennis Lively, Clint Hellton,
- Tackle : John Kosor, Scott Hennington, Arnold Thexton, John Stewart, Larry Kinzer, Jim Bradley, George Burrows,

Le staff des entraîneurs était composé de :
- Entraineur principal  : Bill Weeks
- Entraîneur défensif : Ken Blue
- Entraîneur de la ligne offensive : Rod Rust
- Entraîneur des freshman : Reese Smith
- Entraineur des ends : Bob Peterson.

L'équipe entière des Lobos de New Mexico de 1961 fut insérée au Hall d'Honneur de New Mexico en 1990 en mémoire de leur victoire au bowl de 1961.
New Mexico ne gagnera plus de bowl universitaire avant le New Mexico Bowl de 2007.

## L'équipe des Broncos de Western Michigan de 1961
Coach: Merle Schlosser
Bilan de saison régulière au sein de la MAC : 5 victoires, 4 défaites et 1 nul.  Ils finissent 4e de leur conférence.